# Bestia z głębokości 20 000 sążni
Bestia z głębokości 20 000 sążni (ang. The Beast from 20,000 Fathoms) – amerykański film science fiction z 1953 roku, tzw. monster movie, w reżyserii Eugène’a Lourié’ego, na podstawie opowiadania The Fog Horn Raya Bradbury’ego.
Bestia z głębokości 20 000 sążni była pierwszym ze wczesnych filmów o potworach pochodzenia atomowego i pomogła zainspirować cały gatunek. Bezpośrednia inspiracja Godzilli.

## Fabuła
Daleko na północ od koła podbiegunowego przeprowadzany zostaje test bomby atomowej, tzw. „Operacja Eksperyment”. W wyniku testu wydostaje się na wolność dinozaur o nazwie Rhedosaurus, który został uwolniony z zamrożenia (hibernacji) wskutek wybuchu bomby. Bestia zaczyna siać zniszczenie. Podąża na południe i ostatecznie dociera do swoich prehistorycznych miejsc tarła, w tym Nowego Jorku. 

## Obsada
- Paul Christian – prof. Tom Nesbitt
- Paula Raymond – Lee Hunter
- Cecil Kellaway – dr Thurgood Elson
- Kenneth Tobey – pułkownik Jack Evans
- Donald Woods – kapitan Phil Jackson
- Ross Elliott – George Ritchie
- Steve Brodie – sierż. Loomis
- Jack Pennick – Jacob Bowman
- Michael Fox – lekarz na ostrym dyżurze
- Lee Van Cleef – kapral Jason Stone
- Frank Ferguson – dr Morton
- King Donovan – dr Ingersoll
- James Best – Charlie, operator radaru

## Dziedzictwo
Bestia z głębokości 20 000 sążni była pierwszym filmem fabularnym przedstawiającym gigantycznego potwora obudzonego lub wywołanego przez wybuch bomby atomowej, poprzedzając tym samym Godzillę o 16 miesięcy. Podczas produkcji Godzilli wcześniejszy scenariusz był bardzo podobny do tego z Bestii z głębokości 20 000 sążni; pierwotny tytuł filmu brzmiał The Giant Monster from 20,000 Miles Under the Sea (jap. 海底 二万 哩 か ら 来 た 大 怪 獣 Kaiteinimanmairu kara Kita Daikaijū)). Sukces finansowy filmu pomógł spopularyzować gatunek monster movies z lat pięćdziesiątych. Producenci Jack Dietz i Hal E. Chester wpadli na pomysł połączenia rosnącej paranoi związanej z bronią jądrową z koncepcją gigantycznego potwora po udanej kinowej reedycji King Konga. Kolejne produkcje obejmowały Ich!, w następnym roku obraz o kolonii gigantycznych mrówek, pierwszy z filmów o „wielkim robaku” japońskiej serii o Godzilli, i dwa brytyjskie filmy fabularne wyreżyserowane przez reżysera Bestii, Eugène’a Lourié’ego – Behemoth the Sea Monster i Potwora z otchłani.
Bestia z głębokości 20 000 sążni została nominowana do listy 10 najlepszych filmów science fiction AFI.

## Odniesienia w kulturze popularnej
- W filmie Cloverfield, w którym również pojawia się gigantyczny potwór terroryzujący Nowy Jork, znajduje się ujęcie z Bestii z głębokości 20 000 sążni (wraz z ujęciami z King Konga oraz Ich!)[10].
- Fragment filmu pojawia się w Gremlinach 2.
- W filmie Pacific Rim: Rebelia Rhedosaurus jest wymieniony w bazie danych PPDC[11].
- W drugim odcinku Godzilla: Singular Point Mei podczas wyszukiwania informacji o Rodanie w komputerze ma w folderze plik graficzny dinozaura wyglądający jak Rhedosaurus z plakatu[12].